# Alexej Kasatonov
Alexej Viktorovič Kasatonov (* 14. října 1959 Leningrad, SSSR) je bývalý elitní obránce z Green Line (pětice nejlepších sovětských hráčů tehdejší doby: Larionova, Makarova, Krutova, Fetisova a Kasatonova; pojmenování vzniklo díky zeleným nátělníkům, které na sobě nosili při trénincích).
Kasatonov posbíral velké množství mezinárodních úspěchů, ale také se mu dařilo v klubových soutěžích kde hrál převážně za CSKA Moskva. Od roku 2010 je také Kasatonov viceprezidentem klubu CSKA Moskva. Je členem Síně slávy IIHF.